# Liste der Objekte der II. Wiener Hochquellenleitung
Die Liste der Objekte der II. Wiener Hochquellenleitung enthält die oberirdisch sichtbaren Einzelbauwerke der II. Wiener Hochquellenleitung in ihrem Verlauf von den Quellen bis zu den Wasserbehältern in Wien. Ein Großteil der Bauwerke steht unter Denkmalschutz, die Objekte finden sich daher auch in den Denkmallisten der Gemeinden entlang der Hochquellenleitung wieder. Im Gegensatz zu den Denkmallisten, die der Objektdefinition des Bundesdenkmalamts folgend oftmals Abschnitte der Wasserleitung auf der Ebene einer Katastralgemeinde als jeweils nur ein denkmalgeschütztes Objekt beschreiben und dabei mehrere Einzelbauwerke zusammenfassen, und Einzelbauwerke über Gemeinde- und Katastralgemeindegrenzen doppelt beschreiben, werden in dieser Liste die Einzelbauwerk getrennt aufgeführt und die grenzüberschreitenden Bauwerke als jeweils ein Bauwerk betrachtet.
Die II. Wiener Hochquellenwasserleitung ist eine 183 Kilometer lange Trinkwasser-Versorgungsleitung für die Stadt Wien. Sie wurde auf Betreiben von Karl Lueger errichtet und nach zehnjähriger Bauzeit am 2. Dezember 1910 als II. Kaiser-Franz-Josef-Hochquellenleitung eröffnet. Sie wurde zur Verstärkung der I. Wiener Hochquellenleitung errichtet und bringt Trinkwasser aus dem Hochschwabgebiet in der Steiermark nach Wien.
| Foto |                 | Bauwerk                                                                 | km        | Standort                                          | Beschreibung | Metadaten |
| ---- | --------------- | ----------------------------------------------------------------------- | --------- | ------------------------------------------------- | --- | --- |
| ja   | Datei hochladen | Kammer B ObjektID: 129441                                               |           | Mariazell Standort                                | Dieser Abschnitt beschreibt die Fassungen der Brunngrabenquellen oberhalb von Gleißnerhof (Salza links). Die Brunngrabenquellen bilden den Beginn der Wasserleitung, in drei Kammern werden sie gefasst | ObjektID: 129441 Name: Kammer B GstNr.: 240/3; 1940/4; 1947/1; 1947/2; 1764/1; 1570/1                                                                                    |
| ja   | Datei hochladen | Kammer A ObjektID: 129441                                               |           | Mariazell Standort                                | | ObjektID: 129441 Name: Kammer A GstNr.: 240/3; 1940/4; 1947/1; 1947/2; 1764/1; 1570/1                                                                                    |
| ja   | Datei hochladen | Kammer T ObjektID: 129441                                               |           | Mariazell Standort                                | | ObjektID: 129441 Name: Kammer T GstNr.: 240/3; 1940/4; 1947/1; 1947/2; 1764/1; 1570/1                                                                                    |
| BW   | Datei hochladen | Einsteigturm 1 ObjektID: 129441                                         |           | Mariazell Standort                                | kurz darauf folgen der erste Einsteigturm | ObjektID: 129441 Name: Einsteigturm 1 GstNr.: 240/3; 1940/4; 1947/1; 1947/2; 1764/1; 1570/1                                                                              |
| ja   | Datei hochladen | 1. Zugang ObjektID: 129441                                              |           | Mariazell Standort                                | evtl. ein weiterer Zugang (unklar) | ObjektID: 129441 Name: 1. Zugang GstNr.: 240/3; 1940/4; 1947/1; 1947/2; 1764/1; 1570/1                                                                                   |
| ja   | Datei hochladen | Einsteigturm 2 ObjektID: 129441                                         |           | Mariazell Standort                                | der Einsteigturm 2 in Waldsiedel | ObjektID: 129441 Name: Einsteigturm 2 GstNr.: 240/3; 1940/4; 1947/1; 1947/2; 1764/1; 1570/1                                                                              |
| BW   | Datei hochladen | 2. Zugang ObjektID: 129441                                              |           | Mariazell Standort                                | ev. noch ein Zugang im Gschödringergraben (unklar) | ObjektID: 129441 Name: 2. Zugang GstNr.: 240/3; 1940/4; 1947/1; 1947/2; 1764/1; 1570/1                                                                                   |
| ja   | Datei hochladen | Betriebsgebäude Kläfferquelle ObjektID: 129443                          |           | Mariazell Standort                                | bei der Kläfferbrücke | ObjektID: 129443 Name: Betriebsgebäude Kläfferquelle GstNr.: .168 Kläfferquelle                                                                                          |
| ja   | Datei hochladen | Kammer C ObjektID: 129442                                               |           | Mariazell Standort                                | Fassungen Kläfferquelle und Höllbachquellen (Lage Höllbachquelle 1, 2 und 3) , oberhalb Kläfferbrücke (beide Salzaseiten), Prescenyklause (links) und Barbarakapelle (Lage Höllgraben rechts). Die einzelnen Bauwerke verteilen sich in einem weiträumigen Gebiet von rund 14 km Länge beiderseits der Salza. Die Kammer C (Lage) verbindet am Auslauf der Vorderen Höll in Weichselboden den Höllbachstrang mit dem von den Brunngrabenquellen kommenden Strang. | ObjektID: 129442 Name: 1 Kammer ( C ) GstNr.: 138/1 |
| BW   | Datei hochladen | 9 Zugänge ObjektID: 129442                                              |           | Mariazell Standort siehe Beschreibung             | Fassungen Kläfferquelle und Höllbachquellen (Lage Höllbachquelle 1, 2 und 3) , oberhalb Kläfferbrücke (beide Salzaseiten), Prescenyklause (links) und Barbarakapelle (Lage Höllgraben rechts). Die einzelnen Bauwerke verteilen sich in einem weiträumigen Gebiet von rund 14 km Länge beiderseits der Salza. Die Kammer C (Lage) verbindet am Auslauf der Vorderen Höll in Weichselboden den Höllbachstrang mit dem von den Brunngrabenquellen kommenden Strang. | ObjektID: 129442 Name: 9 Zugänge GstNr.: 138/1; 438/3; 174/4; 191/3; 191/5; 256/1; 288/2                                                                                 |
| ja   | Datei hochladen | Bärnbachaquädukt ObjektID: 129444                                       |           | Wildalpen Standort                                | Das Bärnbachaquädukt über den gleichnamigen Bach nördlich der Salza verbindet die Gemeinden Mariazell und Wildalpen. | ObjektID: 129444 Name: Bärnbachaquädukt GstNr.: 291/1 |
| ja   | Datei hochladen | Holzäpfeltalaquädukt (Aquädukt II) ObjektID: 129449                     |           | Wildalpen Standort                                | Aquädukt über das Holzäpfeltal | ObjektID: 129449 Name: Holzäpfeltalaquädukt (Aquädukt II) GstNr.: 464/1; 463; 291/1; 1189; 1150; 505 Holzäpfeltalaquädukt                                                |
| ja   | Datei hochladen | 11 Kammern, 1 Pumpenhaus, 3 Zugänge, Hartlsee ObjektID: 129446          |           | Winterhöh Wildalpen Standort                      | Ast Siebenseequellen bei Winterhöh | ObjektID: 129446 Name: 11 Kammern, 1 Pumpenhaus, 3 Zugänge, Hartlsee GstNr.: .632; 739; 740; 764; 784/10; 793/12; 1173/2; 291/43; 1108/25; 793/3; 23/2; 291/1; 1164; 408 |
| ja   | Datei hochladen | E-Werk ObjektID: 98503                                                  |           | Schreiereng 28 Wildalpen Standort                 | | ObjektID: 98503 Name: E-Werk GstNr.: 793/3 |
| ja   | Datei hochladen | Amtshaus von Wiener Wasser ObjektID: 129447                             |           | Wildalpen 24 Wildalpen Standort                   | Amtshaus der MA 49 (Wiener Wasser) | ObjektID: 129447 Name: Amtshaus von Wiener Wasser GstNr.: .597 |
| ja   | Datei hochladen | Salzaaquädukt (Aquädukt I) ObjektID: 129452                             |           | Wildalpen Standort                                | Aquädukt über die Salza | ObjektID: 129452 Name: Salzaaquädukt (Aquädukt I) GstNr.: 1177/2; 32/2; 34/1                                                                                             |
| ja   | Datei hochladen | Hopfgartenaqädukt (Aquädukt III) ObjektID: 129450                       |           | Wildalpen Standort                                | Aquädukt über den Hopfgartenbach | ObjektID: 129450 Name: Hopfgartenaqädukt (Aquädukt III) GstNr.: 400/1; 400/4; 291/51; 1153/13; 1190/2 Hopfgartenaquädukt                                                 |
| ja   | Datei hochladen | Imbachaquädukt (Aquädukt IV) ObjektID: 129451                           |           | Wildalpen Standort                                | Aquädukt über den Schneckengraben | ObjektID: 129451 Name: Imbachaquädukt (Aquädukt IV) GstNr.: 360/1 |
| BW   | Datei hochladen | Kanalbrücke Lahnbach ObjektID: 129466                                   |           | Göstling an der Ybbs Standort                     | | ObjektID: 129466 Name: Kanalbrücke Lahnbach GstNr.: 320/1; 339/1; 366/1; 367; 316; 317/1; 95; 339/2                                                                      |
| ja   | Datei hochladen | Kanalbrücken Windischbach ObjektID: 129466                              |           | Göstling an der Ybbs Standort                     | | ObjektID: 129466 Name: Kanalbrücken Windischbach GstNr.: 320/1; 339/1; 366/1; 367; 316; 317/1; 95; 339/2 Kanalbrücke Windischbach                                        |
| BW   | Datei hochladen | Kanalbrücke Hundsaubach ObjektID: 129466                                |           | Göstling an der Ybbs Standort                     | | ObjektID: 129466 Name: Kanalbrücke Hundsaubach GstNr.: 320/1; 339/1; 366/1; 367; 316; 317/1; 95; 339/2                                                                   |
| BW   | Datei hochladen | Kanalbrücke Almwaldbach ObjektID: 129466                                |           | Göstling an der Ybbs Standort                     | | ObjektID: 129466 Name: Kanalbrücke Almwaldbach GstNr.: 320/1; 339/1; 366/1; 367; 316; 317/1; 95; 339/2                                                                   |
| BW   | Datei hochladen | Kanalbrücke Schreierbach ObjektID: 129466                               |           | Göstling an der Ybbs Standort                     | | ObjektID: 129466 Name: Kanalbrücke Schreierbach GstNr.: 320/1; 339/1; 366/1; 367; 316; 317/1; 95; 339/2                                                                  |
| ja   | Datei hochladen | Zugangsstollen 25 ObjektID: 129466                                      |           | Göstling an der Ybbs Standort                     | | ObjektID: 129466 Name: Zugangsstollen 25 GstNr.: 320/1; 339/1; 366/1; 367; 316; 317/1; 95; 339/2 Zugangsstollen 25                                                       |
|      | Datei hochladen | Zugangsstollen 28 ObjektID: 129466                                      |           | Göstling an der Ybbs                              | | ObjektID: 129466 Name: Zugangsstollen 28 GstNr.: 320/1; 339/1; 366/1; 367; 316; 317/1; 95; 339/2                                                                         |
| BW   | Datei hochladen | Zugangsstollen 29 ObjektID: 129466                                      |           | Göstling an der Ybbs Standort                     | | ObjektID: 129466 Name: Zugangsstollen 29 GstNr.: 320/1; 339/1; 366/1; 367; 316; 317/1; 95; 339/2                                                                         |
|      | Datei hochladen | Zugangsstollen 30 ObjektID: 129466                                      |           | Göstling an der Ybbs                              | | ObjektID: 129466 Name: Zugangsstollen 30 GstNr.: 320/1; 339/1; 366/1; 367; 316; 317/1; 95; 339/2                                                                         |
| BW   | Datei hochladen | Zugangsstollen 31 ObjektID: 129466                                      |           | Göstling an der Ybbs Standort                     | | ObjektID: 129466 Name: Zugangsstollen 31 GstNr.: 320/1; 339/1; 366/1; 367; 316; 317/1; 95; 339/2                                                                         |
| ja   | Datei hochladen | Hagenbachaquädukt ObjektID: 129467                                      |           | Göstling an der Ybbs Standort                     | | ObjektID: 129467 Name: Hagenbachaquädukt GstNr.: 317/7; 368/1; 288; 381; 122                                                                                             |
| BW   | Datei hochladen | Grossaugrabenaquädukt ObjektID: 129487                                  |           | Lunz am See Standort                              | Anmerkung: Koordinaten müssen verifiziert werden | ObjektID: 129487 Name: Grossaugrabenaquädukt GstNr.: 232 |
| BW   | Datei hochladen | Zugangsstollen 32 ObjektID: 129488                                      |           | Lunz am See Standort                              | | ObjektID: 129488 Name: Zugangsstollen 32 GstNr.: 227; 210; 132; 41/1 |
| BW   | Datei hochladen | Einlaufkammer Lechnergrabendüker (EK 33) ObjektID: 129488               |           | Lunz am See Standort                              | | ObjektID: 129488 Name: Einlaufkammer Lechnergrabendüker (EK 33) GstNr.: 227; 210; 132; 41/1                                                                              |
| ja   | Datei hochladen | Auslaufkammer Lechnergrabendüker (AK34) ObjektID: 129488                |           | Lunz am See Standort                              | | ObjektID: 129488 Name: Auslaufkammer Lechnergrabendüker (AK34) GstNr.: 227; 210; 132; 41/1                                                                               |
| BW   | Datei hochladen | Zugangsstollen 35 ObjektID: 129488                                      |           | Lunz am See Standort                              | | ObjektID: 129488 Name: Zugangsstollen 35 GstNr.: 227; 210; 132; 41/1 |
| ja   | Datei hochladen | Einlaufkammer Lunzdüker (EK 36) ObjektID: 129489                        |           | Lunz am See Standort                              | Der Lunzdüker unterquert die Gemeinde Lunz mit einer Horizontalentfernung von rund 610 m zwischen der Einlaufkammer EK 36 und der Auslaufkammer AK 37. Anmerkung: Koordinaten müssen verifiziert werden | ObjektID: 129489 Name: Einlaufkammer Lunzdüker (EK 36) GstNr.: 9/1 |
| ja   | Datei hochladen | Auslaufkammer Lunzdüker (AK 37) ObjektID: 129490                        |           | Elisabeth Hummel-Straße Lunz am See Standort      | Der Lunzdüker unterquert die Gemeinde Lunz mit einer Horizontalentfernung von rund 610 m zwischen der Einlaufkammer EK 36 und der Auslaufkammer AK 37. | ObjektID: 129490 Name: Auslaufkammer Lunzdüker (AK 37) GstNr.: .108 |
| ja   | Datei hochladen | Mitterauaquädukt (WAG-Stollen) ObjektID: 129492                         |           | Gaming Standort                                   | | ObjektID: 129492 Name: Mitterauaquädukt (WAG-Stollen) GstNr.: 1015/1; 4232/1; 4140/6; 1018/1                                                                             |
| BW   | Datei hochladen | Zugangsstollen 38 ObjektID: 129491                                      |           | Gaming Standort                                   | | ObjektID: 129491 Name: Zugangsstollen 38 GstNr.: 1015/1; 1526/18; 1133/1; 1177/3; 1180; 1281/1; 1262                                                                     |
| BW   | Datei hochladen | Zugangsstollen 39 ObjektID: 129491                                      |           | Gaming Standort                                   | | ObjektID: 129491 Name: Zugangsstollen 39 GstNr.: 1015/1; 1526/18; 1133/1; 1177/3; 1180; 1281/1; 1262                                                                     |
| ja   | Datei hochladen | Zugangsstollen 40 ObjektID: 129491                                      |           | Gaming Standort                                   | | ObjektID: 129491 Name: Zugangsstollen 40 GstNr.: 1015/1; 1526/18; 1133/1; 1177/3; 1180; 1281/1; 1262                                                                     |
| ja   | Datei hochladen | Einsteigturm 41 ObjektID: 129491                                        |           | Gaming Standort                                   | | ObjektID: 129491 Name: Einsteigturm 41 GstNr.: 1015/1; 1526/18; 1133/1; 1177/3; 1180; 1281/1; 1262                                                                       |
| ja   | Datei hochladen | Einsteigturm 41a ObjektID: 129491                                       |           | Gaming Standort                                   | | ObjektID: 129491 Name: Einsteigturm 41a GstNr.: 1015/1; 1526/18; 1133/1; 1177/3; 1180; 1281/1; 1262                                                                      |
|      | Datei hochladen | Zugangsstollen ObjektID: 129491                                         |           | Gaming                                            | | ObjektID: 129491 Name: Zugangsstollen GstNr.: 1015/1; 1526/18; 1133/1; 1177/3; 1180; 1281/1; 1262                                                                        |
|      | Datei hochladen | Zugangsstollen ObjektID: 129491                                         |           | Gaming                                            | | ObjektID: 129491 Name: Zugangsstollen GstNr.: 1015/1; 1526/18; 1133/1; 1177/3; 1180; 1281/1; 1262                                                                        |
|      | Datei hochladen | 1 Kammer (Überfallkammer WAG-Stollen) ObjektID: 129491                  |           | Gaming                                            | | ObjektID: 129491 Name: 1 Kammer (Überfallkammer WAG-Stollen) GstNr.: 1015/1; 1526/18; 1133/1; 1177/3; 1180; 1281/1; 1262                                                 |
| ja   | Datei hochladen | Einsteigturm 43 ObjektID: 129510                                        |           | Gaming Standort                                   | | ObjektID: 129510 Name: Einsteigturm 43 GstNr.: 229 |
| ja   | Datei hochladen | Kanalbrücke Umberg I ObjektID: 129510                                   |           | Gaming Standort                                   | | ObjektID: 129510 Name: Kanalbrücke Umberg I GstNr.: 229 |
| ja   | Datei hochladen | Zugangsstollen 44 ObjektID: 129511                                      |           | Gaming Standort                                   | | ObjektID: 129511 Name: Zugangsstollen 44 GstNr.: 3027/1; 2943 |
| BW   | Datei hochladen | 1 Kammer (Wasserschloss/WAG-Stollen) ObjektID: 129511                   |           | Gaming Standort                                   | | ObjektID: 129511 Name: 1 Kammer (Wasserschloss/WAG-Stollen) GstNr.: 3027/1; 2943                                                                                         |
| ja   | Datei hochladen | Kraftwerk I (Wienstrom), Wasserleitungskraftwerk Gaming ObjektID: 19086 |           | bei Pockau 19 Gaming Standort                     | Das Kraftwerk wurde zwischen 1923 und 1926 von den Wiener Elektrizitätswerken errichtet und nutzt das Gefälle der Hochquellenwasserleitung. | ObjektID: 19086 Name: Kraftwerk I (Wienstrom), Wasserleitungskraftwerk Gaming GstNr.: .336; .337; .338; .339; 2959/2 Wasserleitungskraftwerk Gaming                      |
| ja   | Datei hochladen | Aquädukt Umberg II ObjektID: 129509                                     |           | Gaming Standort                                   | | ObjektID: 129509 Name: Aquädukt Umberg II GstNr.: 240/3 |
| ja   | Datei hochladen | Gamingbachaquädukt ObjektID: 20647                                      |           | Gaming Standort                                   | | ObjektID: 20647 Name: Gamingbachaquädukt GstNr.: 262/2; 4235/1; 4206/1; 267/1; 269/1; 270                                                                                |
| ja   | Datei hochladen | Einlaufkammer Pockaudüker (EK 45) ObjektID: 129513                      |           | Gaming Standort                                   | Der Pockaudüker unterquert mit einer Horizontalentfernung von 150 m die Ortschaft Pockau von der Einlaufkammer EK 45 zur Auslaufkammer AK 46. | ObjektID: 129513 Name: Einlaufkammer Pockaudüker (EK 45) GstNr.: 2975/1; 3047/6                                                                                          |
| ja   | Datei hochladen | Auslaufkammer Pokaudüker (AK 46) ObjektID: 129517                       |           | Gaming Standort                                   | Der Pockaudüker unterquert mit einer Horizontalentfernung von rund 150 m die Ortschaft Pockau von der Einlaufkammer EK 45 zur Auslaufkammer AK 46. | ObjektID: 129517 Name: Auslaufkammer Pokaudüker (AK 46) GstNr.: 3393/24; 3444/1; 3668/2; 3560                                                                            |
| BW   | Datei hochladen | Einlaufkammer Erlaufdüker (EK 48) ObjektID: 129517                      | 107,39 km | Gaming Standort                                   | Der Erlaufdüker unterquert mit einer Horizontalentfernung von rund 165 m die Erlauf von der Einlaufkammer EK 48 zur Auslaufkammer AK 49. | ObjektID: 129517 Name: Einlaufkammer Erlaufdüker (EK 48) GstNr.: 3393/24; 3444/1; 3668/2; 3560                                                                           |
| ja   | Datei hochladen | Kraftwerk II (Wienstrom), Wasserleitungskraftwerk Gaming                |           | Gaming Standort                                   | Das Kraftwerk wurde in den 1980ern von den Wiener Elektrizitätswerken errichtet und ist dem Kraftwerk Gaming I nachgeschaltet | Name: Kraftwerk II (Wienstrom), Wasserleitungskraftwerk Gaming GstNr.: 3668/3                                                                                            |
| ja   | Datei hochladen | Auslaufkammer Erlaufdüker (AK 49) ObjektID: 129517                      | 107,23 km | Gaming Standort                                   | | ObjektID: 129517 Name: Auslaufkammer Erlaufdüker (AK 49) GstNr.: 3393/24; 3444/1; 3668/2; 3560                                                                           |
| BW   | Datei hochladen | Zugangsstollen 50 ObjektID: 129517                                      |           | Gaming Standort                                   | | ObjektID: 129517 Name: Zugangsstollen 50 GstNr.: 3393/24; 3444/1; 3668/2; 3560                                                                                           |
| ja   | Datei hochladen | Zugangsstollen 50a                                                      |           | Gaming Standort                                   | In der KG Kienberg findet man noch den nicht denkmalgeschützten Zugangsstollen 50a welcher sichtbar jüngeren Errichtungsdatums ist. | Name: Zugangsstollen 50a GstNr.: 3393/24; 3444/1; 3668/2; 3560 |
| BW   | Datei hochladen | Einsteigturm 51 ObjektID: 129524                                        |           | St. Anton an der Jeßnitz Standort                 | | ObjektID: 129524 Name: Einsteigturm 51 GstNr.: 2166/1; 2519 |
| ja   | Datei hochladen | Kanalbrücke Sulzgraben ObjektID: 129524                                 |           | St. Anton an der Jeßnitz Standort                 | | ObjektID: 129524 Name: Kanalbrücke Sulzgraben GstNr.: 2166/1; 2519 |
| ja   | Datei hochladen | Zugangsstollen 52 ObjektID: 129525                                      |           | Scheibbs Standort                                 | | ObjektID: 129525 Name: Zugangsstollen 52 GstNr.: 844/1 |
| ja   | Datei hochladen | Luegeraquädukt ObjektID: 129532                                         |           | Scheibbs und St. Anton an der Jeßnitz Standort    | Das Luegeraquädukt überbrückt das Tal der Jessnitz. Mit einer Länge von 271 Meter und einer Höhe von 22 Meter ist es das längste Aquädukt der II. Wiener Hochquellenwasserleitung. Die 14 Bogenstellungen weisen eine Spannweite von 10 bis 30 m auf. Das Aquädukt befindet sich in der Gemeinde Scheibbs und den Katastralgemeinden St. Anton an der Jeßnitz und Gärtenberg in der Gemeinde St. Anton an der Jeßnitz.                                            | ObjektID: 129532 Name: Luegeraquädukt GstNr.: 3239; 3220/2; 3221/1; 3226/2; 3226/1; 3251/1; 861; 804; 866                                                                |
| ja   | Datei hochladen | Einstiegskammer 53 ObjektID: 129533                                     |           | St. Anton an der Jeßnitz Standort                 | | ObjektID: 129533 Name: Einstiegskammer 53 GstNr.: 3251/1 |
| ja   | Datei hochladen | Hochbruckaquädukt ObjektID: 129539                                      |           | Scheibbs Standort                                 | | ObjektID: 129539 Name: Hochbruckaquädukt GstNr.: 17/1 |
| BW   | Datei hochladen | Einsteigturm 54 ObjektID: 129540                                        |           | Scheibbs Standort                                 | | ObjektID: 129540 Name: Einsteigturm 54 GstNr.: 1771 |
| ja   | Datei hochladen | Kanalbrücke Lehenhof ObjektID: 129540                                   |           | Scheibbs Standort                                 | | ObjektID: 129540 Name: Kanalbrücke Lehenhof GstNr.: 1771 |
| ja   | Datei hochladen | Einsteigturm 55 ObjektID: 129544                                        |           | Scheibbs Standort                                 | | ObjektID: 129544 Name: Einsteigturm 55 GstNr.: 60/6 |
| ja   | Datei hochladen | Ginningbachaquädukt ObjektID: 129543                                    |           | Scheibbs Standort                                 | Das Ginningbachaquädukt verbindet die Katastralgemeinden Ginning und Scheibbs. | ObjektID: 129543 Name: Ginningbachaquädukt GstNr.: 60/6; 28/1 |
| ja   | Datei hochladen | Kanalbrücke Schöllgraben ObjektID: 129541                               |           | Scheibbs Standort                                 | | ObjektID: 129541 Name: Kanalbrücke Schöllgraben GstNr.: 1/15; 1/16; 5/11                                                                                                 |
| ja   | Datei hochladen | Einsteigturm 56 ObjektID: 129545                                        |           | Scheibbs Standort                                 | | ObjektID: 129545 Name: Einsteigturm 56 GstNr.: 955 |
| ja   | Datei hochladen | Leysbachaquädukt ObjektID: 129548                                       |           | Scheibbs und St. Georgen an der Leys Standort     | Das Leysbachaquädukt verbindet die Gemeinden Scheibbs und St. Georgen an der Leys. | ObjektID: 129548 Name: Leysbachaquädukt GstNr.: 1332/2; 1111; 528/1; 1841                                                                                                |
| ja   | Datei hochladen | Ablasskammer ObjektID: 129546                                           |           | St. Georgen an der Leys Standort                  | | ObjektID: 129546 Name: Ablasskammer GstNr.: 528/1 |
| BW   | Datei hochladen | Stücklehenaquädukt ObjektID: 129549                                     |           | St. Georgen an der Leys Standort                  | | ObjektID: 129549 Name: Stücklehenaquädukt GstNr.: 520/4; 530; 531 |
| BW   | Datei hochladen | Kanalbrücke Feldbauer ObjektID: 129550                                  |           | St. Georgen an der Leys Standort                  | | ObjektID: 129550 Name: Kanalbrücke Feldbauer GstNr.: 495/2; 472; 461; 366/1                                                                                              |
| ja   | Datei hochladen | Einlaufkammer Melkdüker (EK 57) ObjektID: 129550                        |           | St. Georgen an der Leys Standort                  | Einlaufkammer des rund 430 Meter Luftlinie langen Melkdükers | ObjektID: 129550 Name: Einlaufkammer Melkdüker (EK 57) GstNr.: 495/2; 472; 461; 366/1                                                                                    |
| BW   | Datei hochladen | Auslaufkammer Melkdüker (AK 58) ObjektID: 129550                        |           | St. Georgen an der Leys Standort                  | Auslaufkammer des rund 430 Meter Luftlinie langen Melkdükers | ObjektID: 129550 Name: Auslaufkammer Melkdüker (AK 58) GstNr.: 495/2; 472; 461; 366/1                                                                                    |
| BW   | Datei hochladen | Kanalbrücke Pfoisau ObjektID: 129554                                    |           | Oberndorf an der Melk Standort                    | | ObjektID: 129554 Name: Kanalbrücke Pfoisau GstNr.: 815/2; 637 |
| ja   | Datei hochladen | Einsteigturm 59 ObjektID: 129554                                        |           | Oberndorf an der Melk Standort                    | | ObjektID: 129554 Name: Einsteigturm 59 GstNr.: 815/2; 637 |
| ja   | Datei hochladen | Koppendorfaquädukt ObjektID: 129555                                     |           | Oberndorf an der Melk Standort                    | | ObjektID: 129555 Name: Koppendorfaquädukt GstNr.: 694/1; 694/2; 700 |
| ja   | Datei hochladen | Aquädukt Oberndorf 1 ObjektID: 129557                                   |           | Oberndorf an der Melk Standort                    | | ObjektID: 129557 Name: Aquädukt Oberndorf 1 GstNr.: 43/1 Aquädukt Oberndorf 1                                                                                            |
| ja   | Datei hochladen | Kanalbrücke Oberndorf 2 ObjektID: 129556                                |           | Oberndorf an der Melk Standort                    | | ObjektID: 129556 Name: Kanalbrücke Oberndorf 2 GstNr.: 43/1 |
| ja   | Datei hochladen | Kanalbrücke Oberndorf 3 ObjektID: 129556                                |           | Oberndorf an der Melk Standort                    | | ObjektID: 129556 Name: Kanalbrücke Oberndorf 3 GstNr.: 43/1 |
| ja   | Datei hochladen | Aquädukt Oberndorf 4 ObjektID: 129558                                   |           | Oberndorf an der Melk Standort                    | | ObjektID: 129558 Name: Aquädukt Oberndorf 4 GstNr.: 184/1; 184/2; 175; 176                                                                                               |
| ja   | Datei hochladen | Aquädukt Oberndorf 5 ObjektID: 129559                                   |           | Oberndorf an der Melk Standort                    | | ObjektID: 129559 Name: Aquädukt Oberndorf 5 GstNr.: 208; 209 |
| BW   | Datei hochladen | Kanalbrücke Oberndorf 6 ObjektID: 129556                                |           | Oberndorf an der Melk Standort                    | | ObjektID: 129556 Name: Kanalbrücke Oberndorf 6 GstNr.: 209; 210 |
| ja   | Datei hochladen | Ganzbachaqädukt ObjektID: 129560                                        |           | Oberndorf an der Melk Standort                    | | ObjektID: 129560 Name: Ganzbachaqädukt GstNr.: 329 |
| ja   | Datei hochladen | Einsteigturm 60 ObjektID: 129556                                        |           | Oberndorf an der Melk Standort                    | | ObjektID: 129556 Name: Einsteigturm 60 GstNr.: 444/3 |
| ja   | Datei hochladen | 2 Kanalbrücken (Sonnleiten, Fellner) ObjektID: 129556                   |           | Oberndorf an der Melk Standort siehe Beschreibung | Die Kanalbrücke Sonnleiten und Fellner (Lage bzw. Lage) sind die unter diesem Eintrag zusammengefassten Objekte. Anmerkung: Zuordnung unklar | ObjektID: 129556 Name: 2 Kanalbrücken (Sonnleiten, Fellner) GstNr.: 624; 616/2; 1145; 879; 933/2; 1156                                                                   |
| ja   | Datei hochladen | Schuhmaieraqädukt ObjektID: 129561                                      |           | Oberndorf an der Melk Standort                    | | ObjektID: 129561 Name: Schuhmaieraqädukt GstNr.: 1065; 1123 |
| BW   | Datei hochladen | Einsteigturm 61 ObjektID: 129596                                        |           | Kirnberg an der Mank Standort                     | | ObjektID: 129596 Name: Einsteigturm 61 GstNr.: 610 |
| BW   | Datei hochladen | Kanalbrücke Sigritsberg 1 ObjektID: 129596                              |           | Kirnberg an der Mank Standort                     | | ObjektID: 129596 Name: Kanalbrücke Sigritsberg 1 GstNr.: 549/2; 593/1 |
| ja   | Datei hochladen | Aquädukt Sigritsberg 2 ObjektID: 129597                                 |           | Kirnberg an der Mank Standort                     | | ObjektID: 129597 Name: Aquädukt Sigritsberg 2 GstNr.: 549/3; 550/1; 507/3                                                                                                |
| ja   | Datei hochladen | Kanalbrücke Schonaberg ObjektID: 129596                                 |           | Kirnberg an der Mank Standort                     | | ObjektID: 129596 Name: Kanalbrücke Schonaberg GstNr.: 467/1; 439 |
| ja   | Datei hochladen | Kanalbrücke Sattlehen ObjektID: 129599                                  |           | Kirnberg an der Mank Standort                     | Die Kanalbrücke Sattlehen verbindet die Katastralgemeinden Furth und Kirnberg. | ObjektID: 129599 Name: Kanalbrücke Sattlehen GstNr.: 402/1; 794/1 |
| ja   | Datei hochladen | Einlaufkammer Mankdüker (EK 62) ObjektID: 129600                        |           | Kirnberg an der Mank Standort                     | Der Mankdüker unterquert die Mank mit einer Horizontalentfernung von rund 530 m. | ObjektID: 129600 Name: Einlaufkammer Mankdüker (EK 62) GstNr.: 792 Mankdüker                                                                                             |
| ja   | Datei hochladen | Auslaufkammer Mankdüker (AK 63) ObjektID: 129600                        |           | Kirnberg an der Mank Standort                     | Der Mankdüker unterquert die Mank mit einer Horizontalentfernung von rund 530 m. | ObjektID: 129600 Name: Auslaufkammer Mankdüker (AK 63) GstNr.: 797 Mankdüker                                                                                             |
| ja   | Datei hochladen | Einsteigturm 64 ObjektID: 129600                                        |           | Kirnberg an der Mank Standort                     | | ObjektID: 129600 Name: Einsteigturm 64 GstNr.: 248/1 |
| ja   | Datei hochladen | Einsteigturm 65 ObjektID: 129602                                        |           | Kilb Standort                                     | | ObjektID: 129602 Name: Einsteigturm 65 GstNr.: 229 |
| ja   | Datei hochladen | Kanalbrücke Hummelbach ObjektID: 129602                                 |           | Kilb Standort                                     | | ObjektID: 129602 Name: Kanalbrücke Hummelbach GstNr.: 231/2; 238/3; 1302                                                                                                 |
| ja   | Datei hochladen | Kettenreithaquädukt ObjektID: 129603                                    |           | Kilb Standort                                     | | ObjektID: 129603 Name: Kettenreithaquädukt GstNr.: 840/3; 853/6; 842/1; 842/2; 1309/1; 1308/1; 769/1                                                                     |
| ja   | Datei hochladen | Einsteigturm 66 ObjektID: 129602                                        |           | Kilb Standort                                     | | ObjektID: 129602 Name: Einsteigturm 66 GstNr.: 759 |
| ja   | Datei hochladen | Kanalbrücke Umbachkogel ObjektID: 129602                                |           | Kilb Standort                                     | | ObjektID: 129602 Name: Kanalbrücke Umbachkogel GstNr.: 784/2; 785 |
| ja   | Datei hochladen | Einsteigturm 67 ObjektID: 129602                                        |           | Kilb Standort siehe Beschreibung                  | | ObjektID: 129602 Name: Einsteigturm 67 GstNr.: 612/9 |
| ja   | Datei hochladen | Panschachaquädukt ObjektID: 129604                                      |           | Kilb Standort                                     | | ObjektID: 129604 Name: Panschachaquädukt GstNr.: 612/9; 617; 588/16; 592/1 Panschachaquädukt Kilb                                                                        |
| ja   | Datei hochladen | Kanalbrücke Teufelsbach ObjektID: 129605                                |           | Kilb Standort                                     | Die Kanalbrücke Teufelsbach verbindet die Katastralgemeinden Kettenreith und Rametzberg. | ObjektID: 129605 Name: Kanalbrücke Teufelsbach GstNr.: 588/5; 588/14; 1220/2; 1239 Kanalbrücke Teufelsbach Kilb                                                          |
| ja   | Datei hochladen | Sierningbachaquädukt ObjektID: 129608                                   |           | Kilb Standort                                     | | ObjektID: 129608 Name: Sierningbachaquädukt GstNr.: 784; 786; 1217/3; 413                                                                                                |
| ja   | Datei hochladen | Hansingerbrücke ObjektID: 129607                                        |           | Kilb Standort                                     | | ObjektID: 129607 Name: Hansingerbrücke GstNr.: 1231; 1227; 812/2 Hansingerbrücke                                                                                         |
| ja   | Datei hochladen | Einsteigturm 68 ObjektID: 129607                                        |           | Kilb Standort                                     | | ObjektID: 129607 Name: Einsteigturm 68 GstNr.: 424/1 |
| ja   | Datei hochladen | Einsteigturm 69 ObjektID: 129609                                        |           | Hofstetten-Grünau Standort                        | | ObjektID: 129609 Name: Einsteigturm 69 GstNr.: 788/2 |
| ja   | Datei hochladen | Kanalbrücke in Grünsbach (1) ObjektID: 129609                           |           | Hofstetten-Grünau Standort                        | | ObjektID: 129609 Name: Kanalbrücke in Grünsbach (1) GstNr.: 1163/1; 875/2                                                                                                |
| ja   | Datei hochladen | Kanalbrücke in Grünsbach (2) ObjektID: 129609                           |           | Hofstetten-Grünau Standort                        | | ObjektID: 129609 Name: Kanalbrücke in Grünsbach (2) GstNr.: 883/3; 878/8; 878/6; 880/4                                                                                   |
| ja   | Datei hochladen | Kanalbrücke in Grünsbach (3) ObjektID: 129609                           |           | Hofstetten-Grünau Standort                        | | ObjektID: 129609 Name: Kanalbrücke in Grünsbach (3) GstNr.: 950/2; 951/3; 951/2                                                                                          |
| ja   | Datei hochladen | Kanalbrücke in Grünsbach (4) ObjektID: 129609                           |           | Hofstetten-Grünau Standort                        | | ObjektID: 129609 Name: Kanalbrücke in Grünsbach (4) GstNr.: 984/1; 989/3                                                                                                 |
| ja   | Datei hochladen | Aquädukt Lederhof 1 ObjektID: 129610                                    |           | Hofstetten-Grünau Standort                        | | ObjektID: 129610 Name: Aquädukt Lederhof 1 GstNr.: 989/3; 1014/5 Aquädukt Lederhof 1                                                                                     |
| ja   | Datei hochladen | Aquädukt Lederhof 2 ObjektID: 129611                                    |           | Hofstetten-Grünau Standort                        | | ObjektID: 129611 Name: Aquädukt Lederhof 2 GstNr.: 1014/1; 1015/2; 1052/2                                                                                                |
| ja   | Datei hochladen | Kanalbrücke in Grünsbach (5) ObjektID: 129609                           |           | Hofstetten-Grünau Standort                        | | ObjektID: 129609 Name: Kanalbrücke in Grünsbach (5) GstNr.: 1064; 1063                                                                                                   |
| BW   | Datei hochladen | Einsteigturm 70 ObjektID: 129609                                        |           | Hofstetten-Grünau Standort                        | | ObjektID: 129609 Name: Einsteigturm 70 GstNr.: 1064 |
| ja   | Datei hochladen | Einlaufkammer Pielachdüker (EK 71) ObjektID: 129609                     |           | Hofstetten-Grünau Standort                        | Der Pielachdüker unterquert die Pielach mit einer Horizontalentfernung von rund 675 m. | ObjektID: 129609 Name: Einlaufkammer Pielachdüker (EK 71) GstNr.: 1145 Pielachdüker                                                                                      |
| BW   | Datei hochladen | Auslaufkammer Pielachdüker (AK 72) ObjektID: 129612                     |           | Hofstetten-Grünau Standort                        | Der Pielachdüker unterquert die Pielach mit einer Horizontalentfernung von rund 675 m. | ObjektID: 129612 Name: Auslaufkammer Pielachdüker (AK 72) GstNr.: 380/12; 361                                                                                            |
| ja   | Datei hochladen | Einsteigturm 73 ObjektID: 129612                                        |           | Hofstetten-Grünau Standort                        | | ObjektID: 129612 Name: Einsteigturm 73 GstNr.: 380/12; 361 Einsteigturm 73, II HQL                                                                                       |
| ja   | Datei hochladen | Einlaufkammer Aigelsbachdüker (EK 74) ObjektID: 129613                  |           | Hofstetten-Grünau Standort                        | | ObjektID: 129613 Name: Einlaufkammer Aigelsbachdüker (EK 74) GstNr.: 475/1 Aigelsbachdüker                                                                               |
| ja   | Datei hochladen | Rohrbrücke ObjektID: 129613                                             |           | Hofstetten-Grünau Standort                        | | ObjektID: 129613 Name: Rohrbrücke GstNr.: 475/1 Aigelsbachdüker |
| ja   | Datei hochladen | Auslaufkammer Aigelsbachdüker (AK 75) ObjektID: 129613                  |           | Hofstetten-Grünau Standort                        | | ObjektID: 129613 Name: Auslaufkammer Aigelsbachdüker (AK 75) GstNr.: 475/1 Aigelsbachdüker                                                                               |
| ja   | Datei hochladen | Kanalbrücken Mühlhofen 1 ObjektID: 129614                               |           | Weinburg Standort                                 | | ObjektID: 129614 Name: Kanalbrücken Mühlhofen 1 GstNr.: 127/1; 126/1; 123/1 Kanalbrücken Mühlhofen                                                                       |
| ja   | Datei hochladen | Kanalbrücken Mühlhofen 2 ObjektID: 129614                               |           | Weinburg Standort                                 | | ObjektID: 129614 Name: Kanalbrücken Mühlhofen 2 GstNr.: 127/1; 126/1; 123/1 Kanalbrücken Mühlhofen                                                                       |
| ja   | Datei hochladen | Kanalbrücke Im Tanne ObjektID: 129615                                   |           | Weinburg Standort                                 | Die Kanalbrücke Im Tanne verbindet die Katastralgemeinden Mühlhofen und Luberg. | ObjektID: 129615 Name: Kanalbrücke Im Tanne GstNr.: 122; 2/3 Kanalbrücke Im Tanne                                                                                        |
| ja   | Datei hochladen | Lubergaquädukt ObjektID: 129617                                         |           | Weinburg Standort                                 | | ObjektID: 129617 Name: Lubergaquädukt GstNr.: 2/3; 5; 27; 29 Lubergaquädukt                                                                                              |
| ja   | Datei hochladen | Einsteigturm 76 ObjektID: 129618                                        |           | Weinburg Standort                                 | | ObjektID: 129618 Name: Einsteigturm 76 GstNr.: 77/1 Einsteigturm 76, II HQL, Weinburg                                                                                    |
| ja   | Datei hochladen | Hadingaquädukt ObjektID: 129619                                         |           | Weinburg und Wilhelmsburg Standort                | Das Hadingaquädukt verbindet die Gemeinden Weinburg und Wilhelmsburg. | ObjektID: 129619 Name: Hadingaquädukt GstNr.: 93; 130; 474; 177/1; 177/2 Hadingaquädukt                                                                                  |
| ja   | Datei hochladen | Wolkersbergaquädukt ObjektID: 129621                                    |           | Wilhelmsburg Standort                             | Das Wolkersbergaquädukt verbindet die Katastralgemeinden Wielandsberg und Wolkersberg. | ObjektID: 129621 Name: Wolkersbergaquädukt GstNr.: 123/1; 20; 23 Wolkersbergaquädukt                                                                                     |
| ja   | Datei hochladen | Einsteigturm 77 ObjektID: 129623                                        |           | Wilhelmsburg Standort                             | | ObjektID: 129623 Name: Einsteigturm 77 GstNr.: 196 Einsteigturm 77, II HQL, Wilhelmsburg                                                                                 |
| ja   | Datei hochladen | Pömmernaquädukt ObjektID: 129624                                        |           | Wilhelmsburg Standort                             | | ObjektID: 129624 Name: Pömmernaquädukt GstNr.: 196; 197; 198; 199; 144; 178 Pömmernaquädukt                                                                              |
| ja   | Datei hochladen | Einlaufkammer Traisendüker (EK 78) ObjektID: 129625                     |           | Wilhelmsburg Standort                             | Der Traisendüker unterquert mit einer Horizontalentfernung von rund 1170 m die Traisen in Wilhelmsburg von der Einlaufkammer EK 78 zur Auslaufkammer AK 79. | ObjektID: 129625 Name: Einlaufkammer Traisendüker (EK 78) GstNr.: 71/1                                                                                                   |
| ja   | Datei hochladen | Auslaufkammer Traisendüker (AK 79) ObjektID: 129626                     |           | Wilhelmsburg Standort                             | | ObjektID: 129626 Name: Auslaufkammer Traisendüker (AK 79) GstNr.: 38/1; 49/3; 152/1; 174; 186; 264/3; 207/1; 208/4; 266                                                  |
| ja   | Datei hochladen | Einsteigturm 80 ObjektID: 129626                                        |           | Wilhelmsburg Standort                             | | ObjektID: 129626 Name: Einsteigturm 80 GstNr.: 38/1; 49/3; 159/1; 152/1; 174; 186; 264/3; 207/1; 208/4; 266                                                              |
|      | Datei hochladen | Ablasskammer ObjektID: 129626                                           |           | Wilhelmsburg                                      | | ObjektID: 129626 Name: Ablasskammer GstNr.: 38/1; 49/3; 152/1; 174; 186; 264/3; 207/1; 208/4; 266                                                                        |
| BW   | Datei hochladen | Kanalbrücke Grünbauer 1 ObjektID: 129626                                |           | Wilhelmsburg Standort                             | | ObjektID: 129626 Name: Kanalbrücke Grünbauer 1 GstNr.: 38/1; 49/3; 152/1; 174; 186; 264/3; 207/1; 208/4; 266                                                             |
| BW   | Datei hochladen | Kanalbrücke Grünbauer 2 ObjektID: 129626                                |           | Wilhelmsburg Standort                             | | ObjektID: 129626 Name: Kanalbrücke Grünbauer 2 GstNr.: 38/1; 49/3; 152/1; 174; 186; 264/3; 207/1; 208/4; 266                                                             |
|      | Datei hochladen | Kanalbrücke Windhaag ObjektID: 129626                                   |           | Wilhelmsburg                                      | | ObjektID: 129626 Name: Kanalbrücke Windhaag GstNr.: 38/1; 49/3; 152/1; 174; 186; 264/3; 207/1; 208/4; 266                                                                |
| ja   | Datei hochladen | Engelbaueraquädukt ObjektID: 129627                                     |           | Wilhelmsburg Standort                             | | ObjektID: 129627 Name: Engelbaueraquädukt GstNr.: 49/3; 153/1; 159/1 Engelbaueraquädukt                                                                                  |
| ja   | Datei hochladen | Kanalbrücke Ochsenburg ObjektID: 129629                                 |           | St. Pölten Standort                               | | ObjektID: 129629 Name: Kanalbrücke Ochsenburg GstNr.: 109/1; 86 Kanalbrücke Ochsenburg                                                                                   |
| ja   | Datei hochladen | Einlaufkammer Ochsenburgdüker (EK 81) ObjektID: 129628                  |           | St. Pölten Standort                               | Der Ochsenburgdüker unterquert mit einer Horizontalentfernung von rund 400 m den Waldbach, ein Nebengewässer der Traisen. | ObjektID: 129628 Name: Einlaufkammer Ochsenburgdüker (EK 81) GstNr.: 373/3; 377/1                                                                                        |
| ja   | Datei hochladen | Auslaufkammer Ochsenburgdüker (AK 82) ObjektID: 129628                  |           | St. Pölten Standort                               | | ObjektID: 129628 Name: Auslaufkammer Ochsenburgdüker (AK 82) GstNr.: 373/3; 377/1                                                                                        |
| ja   | Datei hochladen | Einsteigturm 83 ObjektID: 129628                                        |           | St. Pölten Standort                               | | ObjektID: 129628 Name: Einsteigturm 83 GstNr.: 373/3; 377/1 Einsteigturm 83, II HQL, St. Pölten                                                                          |
| ja   | Datei hochladen | Harlander Aquädukt ObjektID: 129630                                     |           | Pyhra Standort                                    | Das Harlander Aquädukt verbindet die Katastralgemeinden Zuleithen und Probstwald. | ObjektID: 129630 Name: Harlander Aquädukt GstNr.: 5; 25; 120/1; 120/2; 218 Harlander Aquädukt, II HQL, Pyhra                                                             |
| ja   | Datei hochladen | Kanalbrücke Probstwald ObjektID: 129632                                 |           | Pyhra Standort                                    | | ObjektID: 129632 Name: Kanalbrücke Probstwald GstNr.: 6 Kanalbrücke Probstwald, II HQL, Pyhra                                                                            |
| ja   | Datei hochladen | Einsteigturm 84 ObjektID: 129632                                        |           | Pyhra Standort                                    | | ObjektID: 129632 Name: Einsteigturm 84 GstNr.: 6 Einsteigturm 84, II HQL, Pyhra                                                                                          |
| ja   | Datei hochladen | Kanalbrücke Kessel ObjektID: 129633                                     |           | Pyhra Standort                                    | Die Kanalbrücke Kessel verbindet die Katastralgemeinden Probstwald und Schauching. | ObjektID: 129633 Name: Kanalbrücke Kessel GstNr.: 6; 247/2 Kanalbrücke Kessel, II HQL, Pyhra                                                                             |
| ja   | Datei hochladen | Kanalbrücke Reichebner ObjektID: 129635                                 |           | Pyhra Standort                                    | | ObjektID: 129635 Name: Kanalbrücke Reichebner GstNr.: 327/1 Kanalbrücke Reichebner, II HQL, Pyhra                                                                        |
| ja   | Datei hochladen | Kanalbrücke Geißelhofer ObjektID: 129637                                |           | Pyhra Standort                                    | Die Kanalbrücke Geißelhofer verbindet die Katastralgemeinden Heuberg und Auern. | ObjektID: 129637 Name: Kanalbrücke Geißelhofer GstNr.: 231/1; 167/2 Kanalbrücke Geißelhofer                                                                              |
| ja   | Datei hochladen | Einlaufkammer Perschlingdüker (EK 85) ObjektID: 129638                  |           | Pyhra Standort                                    | | ObjektID: 129638 Name: Einlaufkammer Perschlingdüker (EK 85) GstNr.: 231/2 Perschlingdüker                                                                               |
| ja   | Datei hochladen | Auslaufkammer Perschlingdüker (AK 86) ObjektID: 129639                  |           | Pyhra Standort                                    | | ObjektID: 129639 Name: Auslaufkammer Perschlingdüker (AK 86) GstNr.: 216 Perschlingdüker                                                                                 |
| ja   | Datei hochladen | Reintalaquädukt ObjektID: 129640                                        |           | Pyhra Standort                                    | | ObjektID: 129640 Name: Reintalaquädukt GstNr.: 280/12; 280/8; 280/6 Reintalaquädukt                                                                                      |
| ja   | Datei hochladen | Kanalbrücke Nützling 1 ObjektID: 129641                                 |           | Pyhra Standort                                    | | ObjektID: 129641 Name: Kanalbrücke Nützling 1 GstNr.: 244; 236/1; 243; 242; 241                                                                                          |
| ja   | Datei hochladen | Kanalbrücke Nützling 2 ObjektID: 129641                                 |           | Pyhra Standort                                    | | ObjektID: 129641 Name: Kanalbrücke Nützling 2 GstNr.: 244; 236/1; 243; 242; 241                                                                                          |
| ja   | Datei hochladen | Einsteigturm 87 ObjektID: 129641                                        |           | Pyhra Standort                                    | | ObjektID: 129641 Name: Einsteigturm 87 GstNr.: 244; 236/1; 243; 242; 241                                                                                                 |
| ja   | Datei hochladen | Einlaufkammer Michelbachdüker (EK 88) ObjektID: 129642                  |           | Kasten bei Böheimkirchen Standort                 | | ObjektID: 129642 Name: Einlaufkammer Michelbachdüker (EK 88) GstNr.: 69                                                                                                  |
| ja   | Datei hochladen | Auslaufkammer Michelbachdüker (AK 89) ObjektID: 129642                  |           | Kasten bei Böheimkirchen Standort                 | | ObjektID: 129642 Name: Auslaufkammer Michelbachdüker (AK 89) GstNr.: 308                                                                                                 |
| ja   | Datei hochladen | Einsteigturm 90 ObjektID: 129643                                        |           | Kasten bei Böheimkirchen Standort                 | | ObjektID: 129643 Name: Einsteigturm 90 GstNr.: 107 |
| ja   | Datei hochladen | Kanalbrücke Kasten ObjektID: 129644                                     |           | Kasten bei Böheimkirchen Standort                 | | ObjektID: 129644 Name: Kanalbrücke Kasten GstNr.: 113 |
| ja   | Datei hochladen | Kanalbrücke Lielach ObjektID: 129645                                    |           | Kasten bei Böheimkirchen Standort                 | | ObjektID: 129645 Name: Kanalbrücke Lielach GstNr.: 26 Kanalbrücke Lielach                                                                                                |
| ja   | Datei hochladen | Kanalbrücke Dörfl 1 ObjektID: 129646                                    |           | Kasten bei Böheimkirchen Standort                 | | ObjektID: 129646 Name: Kanalbrücke Dörfl 1 GstNr.: 70; 73; 81/1; 76/1 |
| ja   | Datei hochladen | Kanalbrücke Dörfl 2 ObjektID: 129646                                    |           | Kasten bei Böheimkirchen Standort                 | | ObjektID: 129646 Name: Kanalbrücke Dörfl 2 GstNr.: 81/1; 76/1 |
| ja   | Datei hochladen | Einsteigturm 91 ObjektID: 129646                                        |           | Kasten bei Böheimkirchen Standort                 | Anmerkung: Zuordnung fraglich | ObjektID: 129646 Name: Einsteigturm 91 GstNr.: 73 |
| ja   | Datei hochladen | Einlaufkammer Stössingbachdüker (EK 92) ObjektID: 129647                |           | Kasten bei Böheimkirchen Standort                 | | ObjektID: 129647 Name: Einlaufkammer Stössingbachdüker (EK 92) GstNr.: 45/1                                                                                              |
| ja   | Datei hochladen | Auslaufkammer Stössingbachdüker (AK 93) ObjektID: 129648                |           | Stössing Standort                                 | | ObjektID: 129648 Name: Auslaufkammer Stössingbachdüker (AK 93) GstNr.: 38                                                                                                |
| ja   | Datei hochladen | Höllgrabenbachaquädukt ObjektID: 129649                                 |           | Kasten bei Böheimkirchen Standort                 | | ObjektID: 129649 Name: Höllgrabenbachaquädukt GstNr.: 96 Höllgrabenbachaquädukt                                                                                          |
| ja   | Datei hochladen | Kümmelhofaqädukt/Hochgschaiderbachaquädukt ObjektID: 129650             |           | Stössing Standort                                 | | ObjektID: 129650 Name: Kümmelhofaqädukt/Hochgschaiderbachaquädukt GstNr.: 211/5                                                                                          |
| ja   | Datei hochladen | Aquädukt in der Au ObjektID: 129651                                     |           | Stössing und Neulengbach Standort                 | Der Aquädukt verbindet die Gemeinden Stössing und Neulengbach. | ObjektID: 129651 Name: Aquädukt in der Au GstNr.: 211/5; 570; 1936/3; 1107/1 Aquädukt in der Au                                                                          |
| ja   | Datei hochladen | Einsteigturm 94 ObjektID: 129653                                        |           | Neulengbach Standort                              | | ObjektID: 129653 Name: Einsteigturm 94 GstNr.: 1107/1 |
| ja   | Datei hochladen | Einsteigturm 95 ObjektID: 129653                                        |           | Neulengbach Standort                              | | ObjektID: 129653 Name: Einsteigturm 95 GstNr.: 1521/2 |
| ja   | Datei hochladen | Grubholzbachaquädukt ObjektID: 129654                                   |           | Neulengbach Standort                              | Der Aquädukt verbindet die Gemeinden Neulengbach und Neustift-Innermanzing. | ObjektID: 129654 Name: Grubholzbachaquädukt GstNr.: 1521/2; 1184/1 |
| ja   | Datei hochladen | Kanalbrücke Grubholz ObjektID: 129656                                   |           | Neustift-Innermanzing Standort                    | | ObjektID: 129656 Name: Kanalbrücke Grubholz GstNr.: 1756/1; 1756/2 |
| ja   | Datei hochladen | Einlaufkammer Laabenbachdüker (EK 96) ObjektID: 129656                  |           | Neustift-Innermanzing Standort                    | Der Laabenbachdüker verbindet über eine Horizontalentfernung von rund 1650 Metern die Gemeinde Neustift-Innermanzing mit der Gemeinde Altlengbach (AK 97) und unterquert dabei die West Autobahn A1, den Laabenbach und die Ortschaft Leitsberg. | ObjektID: 129656 Name: Einlaufkammer Laabenbachdüker (EK 96) GstNr.: 1287/1                                                                                              |
| ja   | Datei hochladen | Auslaufkammer Laabenbachdüker (AK 97) ObjektID: 129657                  |           | Altlengbach Standort                              | | ObjektID: 129657 Name: Auslaufkammer Laabenbachdüker (AK 97) GstNr.: 2217/3                                                                                              |
| ja   | Datei hochladen | Ödgrabenaquädukt ObjektID: 129658                                       |           | Altlengbach Standort                              | | ObjektID: 129658 Name: Ödgrabenaquädukt GstNr.: 2150/1; 1681; 1678 Ödgrabenaquädukt                                                                                      |
| ja   | Datei hochladen | Einsteigturm 98 ObjektID: 129657                                        |           | Altlengbach Standort                              | | ObjektID: 129657 Name: Einsteigturm 98 GstNr.: 2132 |
| ja   | Datei hochladen | Einlaufkammer Gerhardsbachdüker (EK 99) ObjektID: 129657                |           | Altlengbach Standort                              | | ObjektID: 129657 Name: Einlaufkammer Gerhardsbachdüker (EK 99) GstNr.: 2048; 2047; 2044                                                                                  |
| ja   | Datei hochladen | Auslaufkammer Gerhardsbachdüker (AK 100) ObjektID: 129657               |           | Altlengbach Standort                              | | ObjektID: 129657 Name: Auslaufkammer Gerhardsbachdüker (AK 100) GstNr.: 1787/5                                                                                           |
| ja   | Datei hochladen | Kanalbrücke Steinhäusl ObjektID: 129657                                 |           | Altlengbach Standort                              | | ObjektID: 129657 Name: Kanalbrücke Steinhäusl GstNr.: 3472 |
| ja   | Datei hochladen | Einsteigturm 101 ObjektID: 129657                                       |           | Altlengbach Standort                              | Anmerkung: Grundstücksgenau | ObjektID: 129657 Name: Einsteigturm 101 GstNr.: 1305 |
| ja   | Datei hochladen | Lengbachaquädukt ObjektID: 129659                                       |           | Altlengbach Standort                              | | ObjektID: 129659 Name: Lengbachaquädukt GstNr.: 1308/1; 1316/4; 3398 |
| ja   | Datei hochladen | Lengbachaquädukt ObjektID: 129660                                       |           | Maria Anzbach Standort                            | | ObjektID: 129660 Name: Lengbachaquädukt GstNr.: 493/1; 269/1 |
| ja   | Datei hochladen | Einsteigturm 102 ObjektID: 129661                                       |           | Herrenhofstraße Eichgraben Standort               | | ObjektID: 129661 Name: Einsteigturm 102 GstNr.: 420 |
| ja   | Datei hochladen | Eichgrabenaquädukt ObjektID: 129662                                     |           | Eichgraben Standort                               | | ObjektID: 129662 Name: Eichgrabenaquädukt GstNr.: 82; 104/3; 373/1; 373/2; 376; 978                                                                                      |
| ja   | Datei hochladen | Watzek-Teichaquädukt ObjektID: 129663                                   |           | Eichgraben Standort                               | | ObjektID: 129663 Name: Watzek-Teichaquädukt GstNr.: 1937 |
| ja   | Datei hochladen | Kanalbrücke Nagelberg ObjektID: 129661                                  |           | Eichgraben Standort                               | | ObjektID: 129661 Name: Kanalbrücke Nagelberg GstNr.: 62/58; 62/97; 62/84; 1937                                                                                           |
| ja   | Datei hochladen | Einsteigturm 103 ObjektID: 129661                                       |           | Eichgraben Standort                               | | ObjektID: 129661 Name: Einsteigturm 103 GstNr.: 61 |
| ja   | Datei hochladen | Sonnleitenaquädukt ObjektID: 129664                                     |           | Pressbaum Standort                                | | ObjektID: 129664 Name: Sonnleitenaquädukt GstNr.: 255/1 Sonnleitenaquädukt                                                                                               |
| ja   | Datei hochladen | Einsteigturm 104 ObjektID: 129665                                       |           | Pressbaum Standort                                | | ObjektID: 129665 Name: Einsteigturm 104 GstNr.: 255/1 |
| ja   | Datei hochladen | Steinhurtgrabenaquädukt ObjektID: 129666                                |           | Pressbaum Standort                                | | ObjektID: 129666 Name: Steinhurtgrabenaquädukt GstNr.: 255/1; 256/1 Steinhurtgrabenaquädukt                                                                              |
| ja   | Datei hochladen | Einsteigturm 105 ObjektID: 129667                                       |           | Pressbaum Standort                                | | ObjektID: 129667 Name: Einsteigturm 105 GstNr.: 182/2 |
| ja   | Datei hochladen | Einlaufkammer Dürrwiendüker (EK 106) ObjektID: 129667                   |           | Pressbaum Standort                                | | ObjektID: 129667 Name: Einlaufkammer Dürrwiendüker (EK 106) GstNr.: 182/6; 182/28                                                                                        |
| ja   | Datei hochladen | Auslaufkammer Dürrwiendüker (AK 107) ObjektID: 129667                   |           | Pressbaum Standort                                | | ObjektID: 129667 Name: Auslaufkammer Dürrwiendüker (AK 107) GstNr.: 217/8                                                                                                |
| ja   | Datei hochladen | Pfalzauaquädukt ObjektID: 129668                                        |           | Pressbaum Standort                                | | ObjektID: 129668 Name: Pfalzauaquädukt GstNr.: 245/2; 245/26; 245/36; 245/74; 217/1; 385; 384 Pfalzauaquädukt (Pressbaum)                                                |
| ja   | Datei hochladen | Zugangsstollen 108 ObjektID: 129667                                     |           | Pressbaum Standort                                | | ObjektID: 129667 Name: Zugangsstollen 108 GstNr.: 245/26 |
| ja   | Datei hochladen | Einsteigturm 109 ObjektID: 129667                                       |           | Pressbaum Standort                                | | ObjektID: 129667 Name: Einsteigturm 109 GstNr.: 315/16 |
| ja   | Datei hochladen | Brentenmaisaquädukt 1 ObjektID: 129669                                  |           | Pressbaum Standort                                | | ObjektID: 129669 Name: Brentenmaisaquädukt 1 GstNr.: 322/15; 264/242; 315/98; 540; 368; 322/14; 410; 536; 539/2 Brentenmaisaquädukt (Pressbaum)                          |
| ja   | Datei hochladen | Brentenmaisaquädukt 2 ObjektID: 129670                                  |           | Pressbaum Standort                                | | ObjektID: 129670 Name: Brentenmaisaquädukt 2 GstNr.: 315/10 |
| ja   | Datei hochladen | Einsteigturm 110 ObjektID: 129667                                       |           | Pressbaum Standort                                | | ObjektID: 129667 Name: Einsteigturm 110 GstNr.: 315/16 |
| ja   | Datei hochladen | Einsteigturm 111 ObjektID: 129671                                       |           | Wolfsgraben Standort                              | | ObjektID: 129671 Name: Einsteigturm 111 GstNr.: 61/111 Hochquellenwasserleitung in Wolfsgraben                                                                           |
| ja   | Datei hochladen | Kanalbrücke Beerwartberg ObjektID: 129671                               |           | Wolfsgraben Standort                              | | ObjektID: 129671 Name: Kanalbrücke Beerwartberg GstNr.: 61/110 Hochquellenwasserleitung in Wolfsgraben                                                                   |
| ja   | Datei hochladen | Einlaufkammer Wolfsgrabendüker (EK 112) ObjektID: 129671                |           | Wolfsgraben Standort                              | | ObjektID: 129671 Name: Einlaufkammer Wolfsgrabendüker (EK 112) GstNr.: 133/15 Hochquellenwasserleitung in Wolfsgraben                                                    |
| ja   | Datei hochladen | Auslaufkammer Wolfsgrabendüker (AK 113) ObjektID: 129671                |           | Wolfsgraben Standort                              | | ObjektID: 129671 Name: Auslaufkammer Wolfsgrabendüker (AK 113) GstNr.: 108 Hochquellenwasserleitung in Wolfsgraben                                                       |
| ja   | Datei hochladen | Einsteigturm 114 ObjektID: 129671                                       |           | Wolfsgraben Standort                              | | ObjektID: 129671 Name: Einsteigturm 114 GstNr.: 24/9 Hochquellenwasserleitung in Wolfsgraben                                                                             |
| ja   | Datei hochladen | Einsteigturm 115 ObjektID: 129672                                       |           | Laab im Walde Standort                            | | ObjektID: 129672 Name: Einsteigturm 115 GstNr.: 61/134 Einsteigturm 115, II HQL, Laab im Walde                                                                           |
| ja   | Datei hochladen | Kanalbrücke Fammersgraben ObjektID: 129672                              |           | Laab im Walde Standort                            | | ObjektID: 129672 Name: Kanalbrücke Fammersgraben GstNr.: 92/1; 99; 100/1; 100/3 Kanalbrücke Fammersgraben                                                                |
| ja   | Datei hochladen | Bierbrunnaquädukt ObjektID: 129673                                      |           | Laab im Walde Standort                            | | ObjektID: 129673 Name: Bierbrunnaquädukt GstNr.: 50/2; 128/8; 130/1; 131/6; 132/2; 157/3; 170/1; 173/5; 181/1 Bierbrunnaquädukt, Laab im Walde                           |
| ja   | Datei hochladen | Diebsgrabenaquädukt ObjektID: 129674                                    |           | Laab im Walde Standort                            | | ObjektID: 129674 Name: Diebsgrabenaquädukt GstNr.: 170/2; 173/4 Diebsgrabenaquädukt, Laab im Walde                                                                       |
| ja   | Datei hochladen | Einsteigturm 116 ObjektID: 129672                                       |           | Laab im Walde Standort                            | | ObjektID: 129672 Name: Einsteigturm 116 GstNr.: 173/1 Einsteigturm 116, II HQL, Laab im Walde                                                                            |
| ja   | Datei hochladen | Kanalbrücke Tiergarten ObjektID: 129675                                 |           | Wien XIII Standort                                | | ObjektID: 129675 Name: Kanalbrücke Tiergarten GstNr.: 412 |
| ja   | Datei hochladen | Reisingergrabenaquädukt ObjektID: 129676                                |           | Wien XXIII Standort                               | | ObjektID: 129676 Name: Reisingergrabenaquädukt GstNr.: 345; 351/1 |
| ja   | Datei hochladen | Einlaufkammer Gütenbachdüker (EK 117)                                   |           | Wien XXIII Standort                               | | Name: Einlaufkammer Gütenbachdüker (EK 117) GstNr.: 351/1 |
| ja   | Datei hochladen | Auslaufkammer Gütenbachdüker (AK 118) ObjektID: 129677                  |           | Wien XXIII Standort                               | | ObjektID: 129677 Name: Auslaufkammer Gütenbachdüker (AK 118) GstNr.: 1258/1                                                                                              |
| ja   | Datei hochladen | Einsteigturm 119 (zubetoniert) ObjektID: 129677                         |           | Wien XXIII Standort                               | | ObjektID: 129677 Name: Einsteigturm 119 (zubetoniert) GstNr.: 788 Einsteigturm 119, II HQL, Liesing                                                                      |
| ja   | Datei hochladen | Übergangskammer Mauer ObjektID: 12860                                   |           | Wittgensteinstraße Wien XXIII Standort            | | ObjektID: 12860 Name: Übergangskammer Mauer GstNr.: 1258/4; 1258/5 Übergangs- und Druckentlastungskammer Mauer                                                           |
| ja   | Datei hochladen | Druckentlastungskammer Mauer ObjektID: 12860                            |           | Wittgensteinstraße 131 Wien XXIII Standort        | Erbaut 1908, Druckentlastungskammer Mauer mit monumentaler Straßenfassade. | ObjektID: 12860 Name: Druckentlastungskammer Mauer GstNr.: 980; 1693/1 Übergangs- und Druckentlastungskammer Mauer                                                       |
| ja   | Datei hochladen | Dienstgebäude                                                           |           | Wittgensteinstraße 131 Wien XXIII Standort        | Das Dienstgebäude für die Druckentlastungskammer Mauer wurde 1915 in einem secessionistisch beeinflussten Heimatstil erbaut. Es weist ein hohes Walmdach mit Schleppgaupen auf. | Name: Dienstgebäude GstNr.: 1693/3 |
| ja   | Datei hochladen | Wasserbehälter Lainz samt Einlaufbauwerk ObjektID: 12853                |           | Wittgensteinstraße Wien XIII Standort             | Der Wasserbehälter wurde 1935–1938 erbaut und markiert das Ende der Wasserleitung. | ObjektID: 12853 Name: Wasserbehälter Lainz samt Einlaufbauwerk GstNr.: 476/5 Wasserbehälter im Lainzer Tiergarten                                                        |

## Wasserbehälter und sonstige Bauwerke innerhalb Wiens
Im Zuge der Errichtung der Hochquellenwasserleitung wurden auch innerhalb Wiens zur Versorgung der westlichen Außenbezirke Wasserbehälter und Hebewerke errichtet. Teilweise wurden auch schon vorher errichtete Behälter (z. B. Breitensee oder Schafberg) in das System integriert. Nicht alle sind noch original erhalten – neugebaut wurden insbesondere die Wasserbehälter Michaelerberg (2002, allerdings mit noch erhaltenem Wasserturm), Steinbruch, Jubiläumswarte (2006), Dreimarkstein (2012) und Kahlenberg (2017).
| Foto |                 | Bauwerk                                                                                                 | km | Standort                                                  | Beschreibung | Metadaten |
| ---- | --------------- | --- | -- | --------------------------------------------------------- | --- | --- |
| ja   | Datei hochladen | Wasserbehälter Liesing samt Schiebergebäude (I. und II. Wiener Hochquellenwasserleitung) ObjektID: 9587 |    | gegenüber Rudolf-Waisenhorn-Gasse 212 Wien XXIII Standort | Der Wasserbehälter Liesing wird auch von der I. Hochquellenleitung gespeist. | ObjektID: 9587 Name: Wasserbehälter Liesing samt Schiebergebäude (I. und II. Wiener Hochquellenwasserleitung) GstNr.: 571/2; 571/3 |
| ja   | Datei hochladen | Wasserbehälter Steinhof ObjektID: 12857                                                                 |    | Johann-Staud-Straße 30 Wien XVI Standort                  | Das Hochreservoir und die Schieberkammer Steinhof wurde 1911/12 errichtet. Zu der Anlage gehören neben dem Wasserreservoir auch ein Pumpenhaus.                                                                            | ObjektID: 12857 Name: Wasserbehälter Steinhof GstNr.: 361/6 Wasserbehälter Steinhof                                                |
| ja   | Datei hochladen | E-Werk ObjektID: 12857                                                                                  |    | Johann-Staud-Straße 30 Wien XVI Standort                  | Das E-Werk beim Wasserbehälter Steinhof wurde 1911–1913 von Erich Franz Leischner erbaut. Ein Dienstgebäude im Heimatstil ist baulich mit dem E-Werk verbunden.                                                            | ObjektID: 12857 Name: E-Werk GstNr.: 361/6 Wasserbehälter Steinhof - E-Werk & Dienstgebäude                                        |
| ja   | Datei hochladen | Wasserbehälter Gallitzin ObjektID: 52205                                                                |    | Gallitzinstraße 20 Wien XVI Standort                      | Das Wasserreservoir wurde 1911/12 vom Wiener Stadtbauamt errichtet. Es besteht aus einer niedrigen Schieberkammer in Hausteinmauerwerk und eingeschoßigen Flankenbauten (Bedienstetenhaus und Turbinenhaus) im Heimatstil. | ObjektID: 52205 Name: Wasserbehälter Gallitzin GstNr.: 426/2; 426/3; 426/4 Wasserbehälter Gallitzin                                |
| ja   | Datei hochladen | Standrohrbehälter Steinbruch ObjektID: 74702                                                            |    | Johann-Staud-Straße Wien XVI Standort                     | Der Standrohrbehälter beim Wasserbehälter Steinbruch wurde um 1925 erbaut. Er dient heute als Vogelbeobachtungsstation und hat den Namen Otto-Koenig-Warte.                                                                | ObjektID: 74702 Name: Standrohrbehälter Steinbruch GstNr.: 208/1 Otto-Koenig-Warte                                                 |
| ja   | Datei hochladen | Standrohrbehälter Michaelerberg                                                                         |    | bei Pötzleinsdorfer Höhe Wien XVIII Standort              | Vom alten Wasserbehälter Michaelerberg ist nur mehr der Wasserturm erhalten, ein größerer Behälter wurde 2002 an einem etwas versetzten Standort eröffnet.                                                                 | Name: Standrohrbehälter Michaelerberg GstNr.: 492/1; 492/23                                                                        |
| ja   | Datei hochladen | Wasserbehälter Hackenberg ObjektID: 12795                                                               |    | Hackenbergweg 60 Wien XIX Standort                        | Der Wasserbehälter der wurde 1908–1910 erbaut und ist ein außergewöhnliches Beispiel für die Übertragung von Formen der Repräsentationsarchitektur auf einen Nutzbau.                                                      | ObjektID: 12795 Name: Wasserbehälter Hackenberg GstNr.: 484; 485; 486 Wasserbehälter Hackenberg                                    |
| ja   | Datei hochladen | Standrohrbehälter Dreimarkstein ObjektID: 71802                                                         |    | bei Höhenstraße Wien XIX Standort                         | Der Standrohrbehälter für das Höchstreservoir Dreimarkstein wurde um 1925 erbaut. | ObjektID: 71802 Name: Standrohrbehälter Dreimarkstein GstNr.: 370/1 Wasserturm Dreimarkstein                                       |
| ja   | Datei hochladen | Hebewerk Salmannsdorf ObjektID: 12859                                                                   |    | Salmannsdorfer Straße 7 Wien XIX Standort                 | Der Wasserturm wurde 1910 erbaut. | ObjektID: 12859 Name: Hebewerk Salmannsdorf GstNr.: 174/2                                                                          |
| ja   | Datei hochladen | Wasserbehälter Cobenzl ObjektID: 12796                                                                  |    | Cobenzl Wien XIX Standort                                 | Der Hochbehälter entstand zwischen 1908 und 1909 nach Plänen des Wiener Stadtbauamtes in späthistoristisch-neobarockem Stil.                                                                                               | ObjektID: 12796 Name: Wasserbehälter Cobenzl GstNr.: 1102/3; 1105/2 Wasserbehälter Cobenzl                                         |
| ja   | Datei hochladen | Wasserbehälter Krapfenwaldl ObjektID: 12793                                                             |    | Mukenthalerweg 1 Wien XIX Standort                        | Das Wasserreservoir mit Hebewerk wurde 1923–1925 unter der Leitung von Friedrich Jäckel erbaut. | ObjektID: 12793 Name: Wasserbehälter Krapfenwaldl GstNr.: 778/2 Wasserbehälter Krapfenwaldl                                        |
| ja   | Datei hochladen | Wasserbehälter Hungerberg ObjektID: 12794                                                               |    | Hungerbergstraße Wien XIX Standort                        | Zwischen 1908/10 vom Wiener Stadtbauamt erbaut. | ObjektID: 12794 Name: Wasserbehälter Hungerberg GstNr.: 453/16 Wasserbehälter Hungerberg                                           |